# Лин, Эдуард Оскарович
Эдуард Оскарович Лин (1945 — 1987) — советский спортсмен (академическая гребля), впоследствии тренер. Заслуженный тренер СССР.

## Биография
Эдуард Оскарович Лин родился в 1934 году. С юношеского возраста увлёкся академической греблей. В начале 1950-х начал выступать за ленинградские добровольные спортивные общества «Спартак» и «Динамо». В 1958 году стал чемпионом СССР по академической гребле в четвёрке с рулевым. За свои спортивные успехи был удостоен почётного звания «Мастер спорта СССР».
После окончания выступлений перешёл на тренерскую работу. С 1960 года работал тренером в ленинградском ДСО «Динамо». В 1980—86 гг. был тренером в мужской сборной СССР по академической гребле.
В 1981 году был удостоен звания «Заслуженный тренер СССР». В 1981—85 гг. ежегодно входил в десятку лучших тренеров Ленинграда.
За годы тренерской деятельности под его руководством прошли спортивную подготовку множество выдающихся спортсменов. Среди его воспитанников — серебряные призёры Олимпийских игр В. Бут, А. Васильев и В. Дидук, В. Волошин, В. Крылов. Один из его учеников, А. Зубов, впоследствии сам стал заслуженным тренером.
Умер в 1987 году. Был похоронен на Южном кладбище в Ленинграде.